# 斯希德尼察

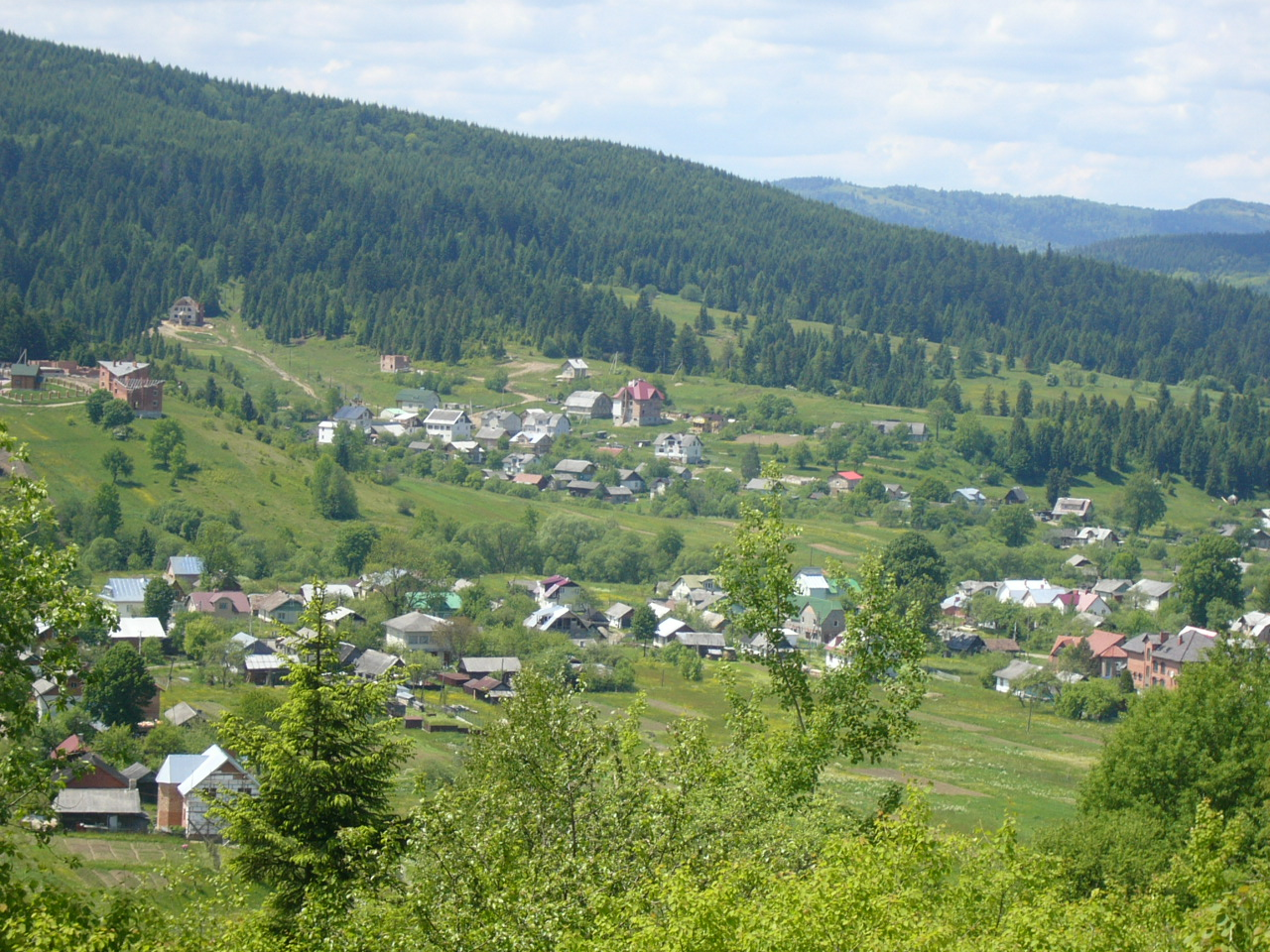
全景图

斯希德尼察（羅馬化：Skhidnytsia）是烏克蘭西部利沃夫州德羅霍貝奇區斯希德尼察市镇内的鎮及其行政中心。處於斯希德尼昌卡河畔，面積6.9平方公里，2011年人口2,149，人口密度每平方公里311.4人。